# ネックス (ショッピングセンター)
座標: 北緯1度22分10.7秒 東経103度50分54.6秒 / 北緯1.369639度 東経103.848500度
ネックス（nex）は、シンガポールのセラングーンにあるショッピングセンターである。2010年11月25日にオープン。7階立て地下2階で、350以上の店がある。